# Insa-dong
Insa-dong (Hán Việt: Nhân Tự động) là một dong, hoặc phường của quận Jongno-gu, Seoul, Hàn Quốc. Con đường chính là Insadong-gil, nó nối nhiều hẻm sâu vào trong quận, với nhiều bức tranh hiện đại và tiệm trà. Nó từng là một khu chợ lớn nhất bày bán các cổ vật và các tác phẩm ở Hàn Quốc.
Diện tích vùng là 12.7 héc (hoặc 31.4 mẫu), quận giáp ranh với Gwanhun-dong ở phía Bắc, Nagwon-dong ở phía Đông, và Jongno 2-ga, Jeokseon-dong ở phía Nam, và Gongpyeong-dong ở phía Tây.

## Lịch sử

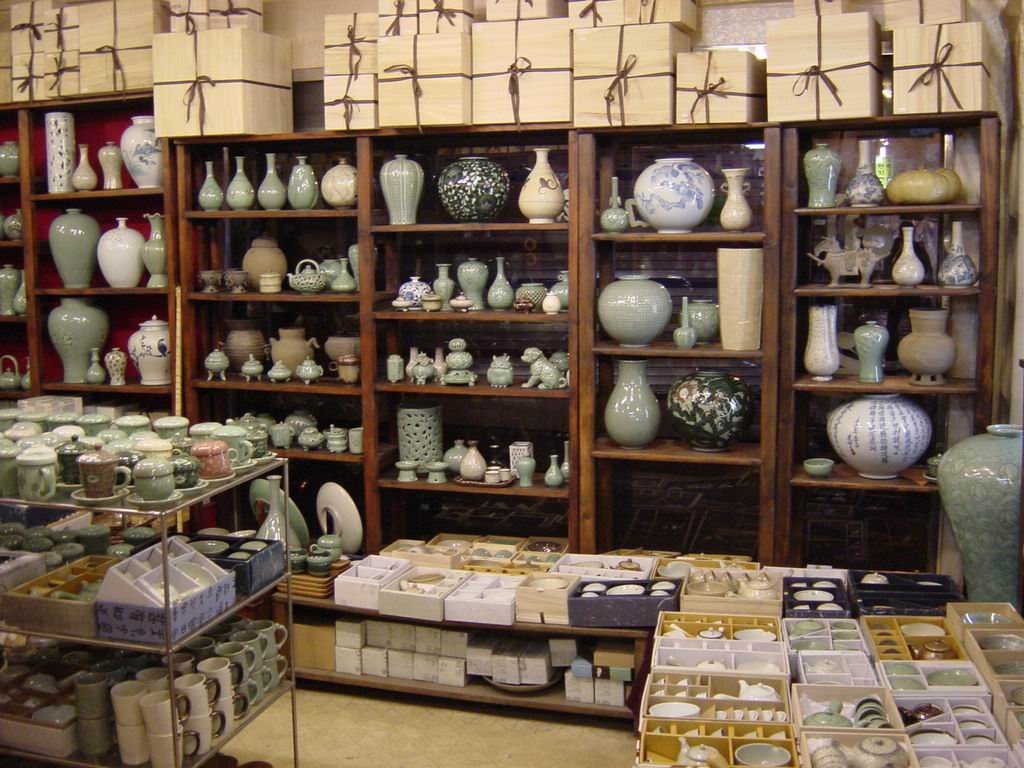
Cửa hàng gốm sứ truyền thống Hàn Quốc

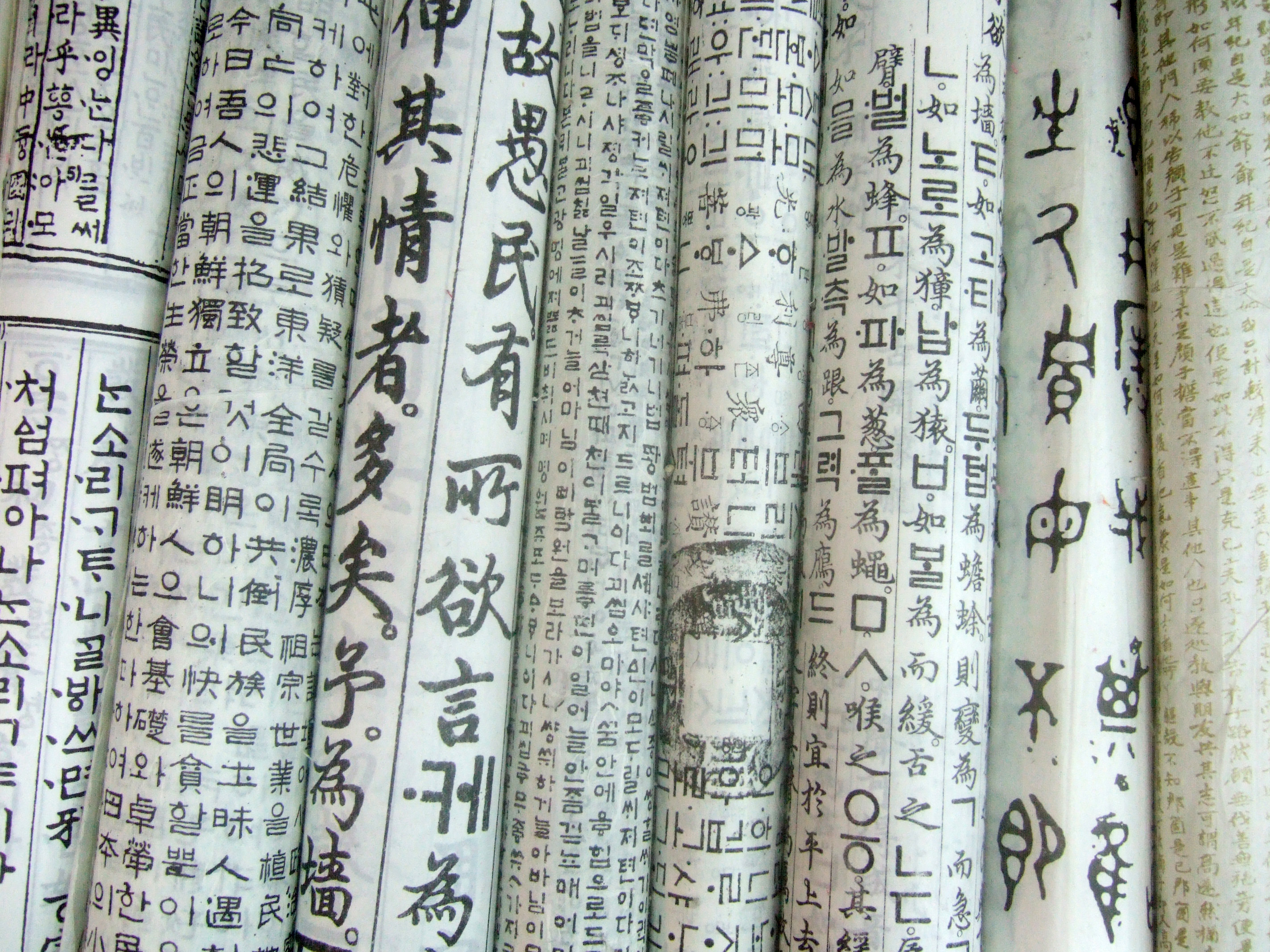
Giấy xếp

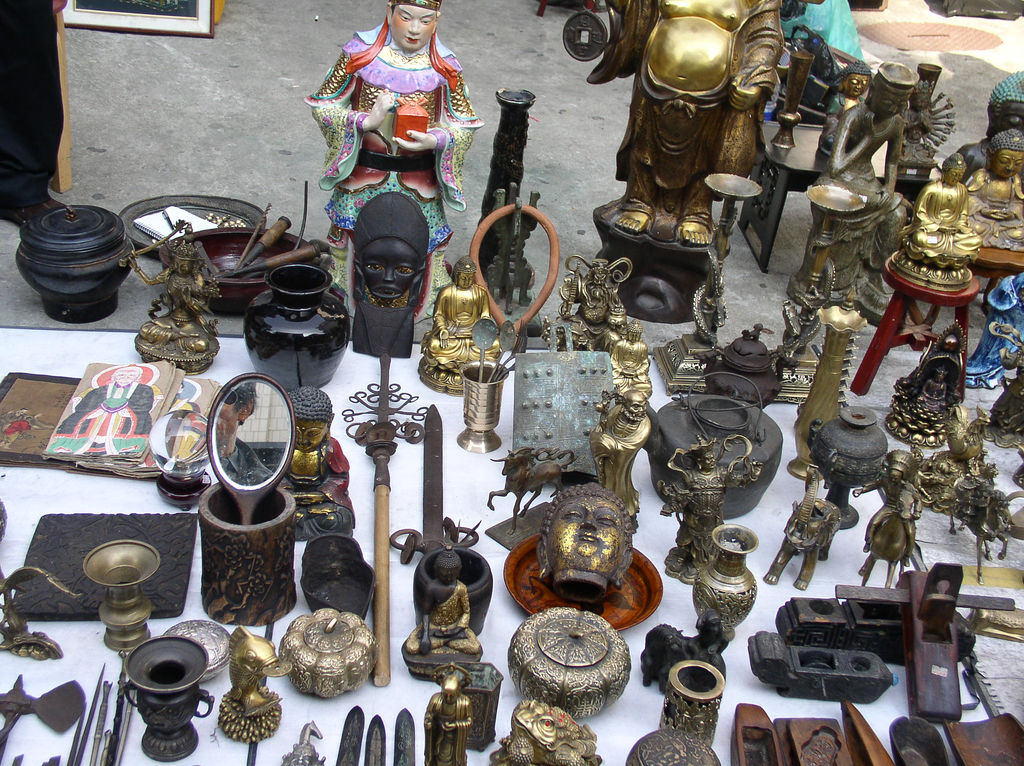
Tượng Phật ở chợ phiên Insadong

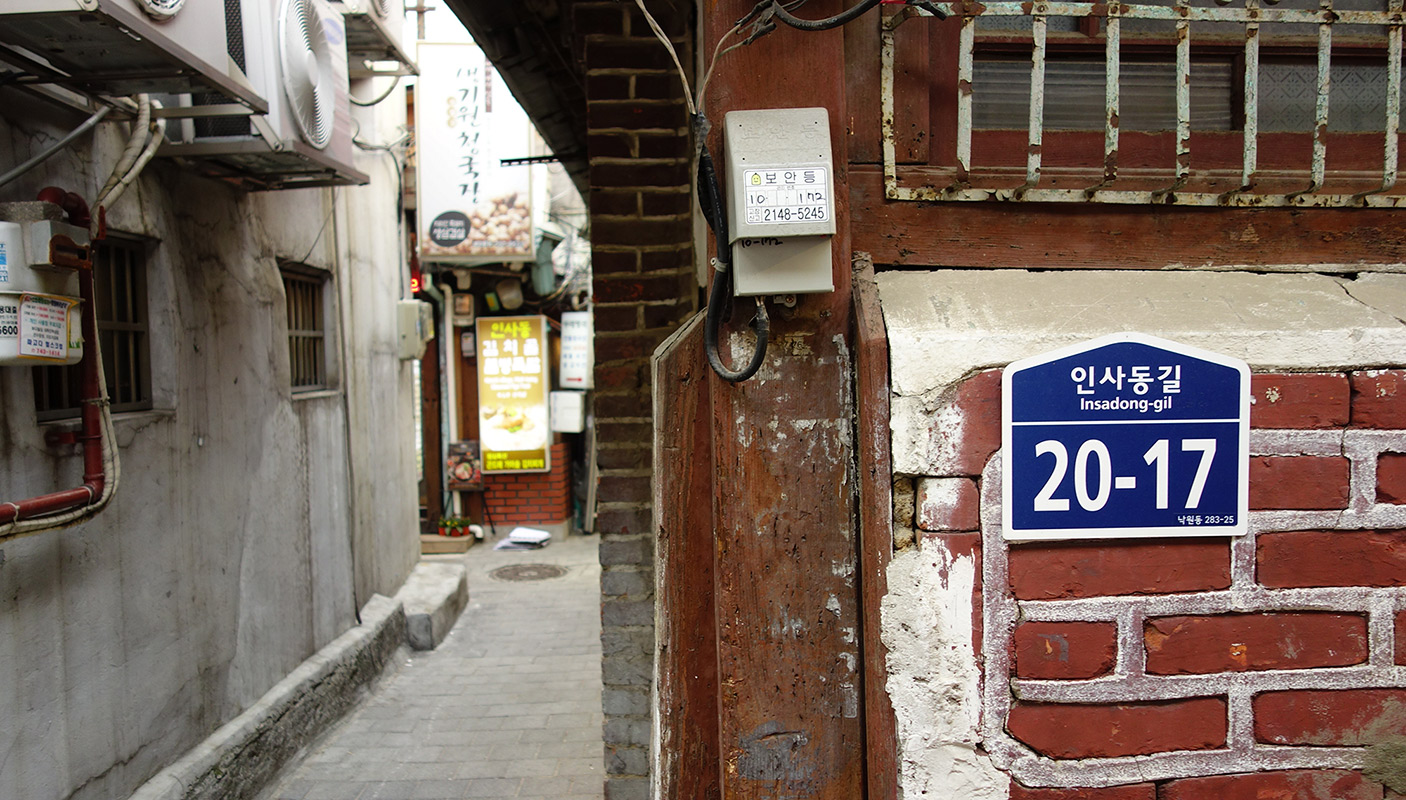
Hẻm Insadong

Insadong ban đầu có hai thị trấn có tên kết thúc với âm "In" và "Sa". Được chia cách bởi dòng suối chạy dọc con đường lộ chính hiện nay của Insadong. Insadong có từ 500 năm trước đây là một vùng lưu trú của giới quan chức chính phủ. Trong giai đoạn đầu của Nhà Triều Tiên (1392–1897), nơi này thuộc về Gwanin-bang và Gyeonpyeong-bang - bang là tên của một đơn vị hành chính suốt thời gian này - của Hanseong (tên cũ của thủ đô, Seoul). Trong thời Nhật thuộc, các quý tộc giàu có của Hàn Quốc buộc phải di dân và bán hết tài sản, khu buôn bán vào thời điểm trở thành nơi kinh doanh đồ cổ. Sau khi kết thúc chiến tranh Triều Tiên, khu vực này trở thành tâm điểm đời sống nghệ thuật và cà phê Hàn Quốc. Nó trở thành địa điểm nổi tiếng dành cho khách nước ngoài đến Hàn Quốc trong suốt những năm 1960, người ta gọi nó là vùng "hẻm của Mary". Nó trở thành địa điểm nổi tiếng thu hút du khách quốc tế trong suốt Thế vận hội Seoul 1988. Vào năm 2000 khu vực này đã được cải tạo, và, sau cuộc biểu tình, tốc độ đô thị hóa của vùng đã dừng lại trong 2 năm sau đó. Hiện nay đoạn đường sau của Insadong vẫn tiếp tục chỉnh trang với các cửa hàng cà phê, nhà hàng sân vườn.

## Điểm tham quan
Insadong-gil "còn được gọi là tuyến đường truyền thống dành cho du khách địa phương và nước ngoài" và đại hiện cho "văn hóa của quá khứ va tương lai". Nó hoà trộn không gian giữa lịch sử và hiện đại và là một "khu vực duy nhất của Seoul thực sự đại diện cho văn hoá lịch sử của quốc gia." Phần lớn các toà nhà truyền thống ban đầu thuộc sở hữu của các thương gia và quan chức. Một số khu dân cư lớn hơn, được xây dựng cho quan quân về hưu trong suốt triều đại Triều Tiên. Hầu hết các toà nhà cũ hiện được sử dụng làm nhà hàng hoặc cửa hàng. Các toà nhà mang ý nghĩa lịch sử lớn trong vùng là dinh thự Unhyeongung, Jogyesa - một trong những đền Phật giáo Hàn Quốc lớn nhất, và một đền Giáo hội Trưởng Nhiệm lâu đời nhất Hàn Quốc.
Khu vực này nổi tiếng với nhiều địa điểm tham quan và thu hút xấp xỉ 100.000 người tham quan vào Chủ nhật năm 2000. Insadong còn là một địa điểm tham quan cho quan chức nước ngoài như nữ hoàng Elizabeth II và hoàng tử Tây Ban Nha, Hà Lan. Nó bao gồm 40 phần trăm cửa hàng đồ cổ trên cả nước và 90 phần trăm văn phòng phẩm truyền thống. Đặc biệt đáng chú ý là Tongmungwan, cửa hàng sách lâu đời nhất ở Seoul, và phòng tranh nghệ thuật Kyung-in, cửa hàng trà lâu đời nhất. Hàng ngày có trình diễn thư pháp và múa pansori.
Ssamzigil, một trung tâm mua sắm tập trung các cửa hàng thủ công mỹ nghệ, cũng là một điểm nổi bật trong Insadong. Nó được mở cửa vào năm 2004.

## Điểm tham quan khác
Cung điện Unhyeon, tháp chuông Bosingak, và Tháp Jongno có thể tìm thấy ở khu vực này. Samcheongdong là một dong gần đó với tranh nghệ thuật. Một trong những địa điểm thu hút hiện nay là bảo tàng Asia Eros, mở cửa vào năm 2004, và tự nhận là bảo tàng đầu tiên của Hàn Quốc về tình dục..
Vùng này nằm trong danh sách 10 món ăn đường phố ngon nhất châu Á với gimbap, odeng, bungeoppang.

## Vận chuyển
- Ga Jonggak (ga #131 trên Tuyến 1)[21]
- Ga Jongno 3-ga (Ga #130 trên Tuyến 1, Station #329 on Tuyến 3, Ga #534 trên Tuyến 5)
- Ga Anguk (Ga #328 Tuyến 3)

Vào tháng 1 năm 2013, Tổng công ty đường sắt cao tốc đô thị Seoul phát hành sách hướng dẫn miễn phí với 3 ngôn ngữ: Tiếng Anh, Nhật và Trung Quốc (phồn thể và giản thể), trong đó có 8 tour cũng như các khuyến nghị về phòng ở, khách sạn và trung tâm mua sắm. Chúng được phân phối từ trạm thông tin trong 44 ga tàu điện 44, cụ thể là Ga Itaewon trên Tuyến 6 và Ga Gwanghwamun trên Tuyến 5. Các chuyến du lịch được thiết kế với các chủ đề khác nhau, như văn hoá truyền thống Hàn Quốc. Đi từ Ga Jongno 3-ga đến Ga Anguk và Ga Gyeongbokgung trên Tuyến 3 có thể được giới thiệu tại các cửa hàng đồ cổ và khu trưng bày ảnh nghệ thuật của khu vực này.

## Liên kết
- Insadong, chợ truyền thống lớn nhất Hàn Quốc:Visitseoul Lưu trữ ngày 12 tháng 6 năm 2010 tại Wayback Machine
- Khu mua sắm Insadong
- Tổ chức du lịch Hàn Quốc chính thức - Insadong Lưu trữ ngày 18 tháng 11 năm 2019 tại Wayback Machine